# Unternumberg
Unternumberg ist ein Gemeindeteil der Gemeinde Lengdorf im Landkreis Erding in Oberbayern.

## Lage
Die Einöde Unternumberg liegt in der Gemarkung Matzbach 2,25 Kilometer nordwestlich des Rathauses von Lengdorf.

## Bevölkerung
Im Mai 1987 lebten in Unternumberg zehn Einwohner in einem Wohngebäude.
| Jahr      | 1871 | 1925 | 1950 | 1970 | 1987 |
| Einwohner | 12   | 15   | 30   | 10   | 10   |